# 33 Polihimnija
33 Polihimnija (mednarodno ime 33 Polyhymnia, starogrško starogrško Πολυύμνια, Πολύμνια: Polihímnia, Polímnia)) je asteroid tipa S v glavnem asteroidnem pasu. 

## Odkritje
Asteroid je odkril Jean Chacornac (1823–1873) 28. oktobra 1854. Ime je dobil po Polihimniji iz grške mitologije. Polihimnija je bila muza svetih himn.

## Lastnosti
Asteroid Polihimnija obkroži Sonce v 4,85 letih. Njena tirnica ima izsrednost 0,338, nagnjena pa je za 1,871° proti ekliptiki. Njen premer je med 50 in 120 km, okrog svoje osi pa se zavrti v 18,601 urah.